# Maski
Maski är en ort i Indien.   Den ligger i distriktet Raichur och delstaten Karnataka, i den södra delen av landet, 1 400 km söder om huvudstaden New Delhi. Maski ligger 437 meter över havet och antalet invånare är 22 375.
Terrängen runt Maski är platt. Runt Maski är det ganska tätbefolkat, med 239 invånare per kvadratkilometer. Det finns inga andra samhällen i närheten. Trakten runt Maski består till största delen av jordbruksmark.